# Alles wegen Benjamin
Alles wegen Benjamin (Originaltitel: À cause d’un garçon) ist ein französischer Fernsehfilm aus dem Jahr 2002, der das Coming Out eines homosexuellen Schülers erzählt.

## Handlung
Der 17-jährige Schüler Vincent verliebt sich in seinen Mitschüler Benjamin. Von Vincents Homosexualität ahnt in der Familie, an der Schule und in seinem Schwimmverein kein Mensch etwas. Vincent hat eine Freundin Noémi, doch heimlich fühlt er sich mehr zu Jungen seines Alters und jungen Männern hingezogen. Vincent fürchtet sich vor einem Coming Out. Durch einen Zufall wird an der Schule die Homosexualität von Vincent bekannt, und er ist daraufhin den Angriffen einiger Mitschüler ausgesetzt. Vincent setzt sich mit Hilfe seines Schwimmtrainers und einiger guter Freunde gegen diese Angriffe zur Wehr.

## Kritik
„Die Geschichte wird aus einer Fülle unterschiedlicher Blickwinkel erzählt, wobei manches klischeehaft und gekünstelt wirkt. Die behutsame, ganz auf die Charaktere gestützte Inszenierung und das überzeugende Spiel der Darsteller machen die unterschiedlichen Gefühlswelten dennoch glaubhaft und den Problemfilm zu einem sympathischen Plädoyer für Toleranz.“